# ザ・サイレン
「ザ・サイレン」（The Siren）は、Nightwishがリリースしたアルバム『ワンス』からの4枚目のシングル。中近東風の音階を多用したそれまでにない曲調で、ターヤ・トゥルネンも声楽にとらわれない声を披露した。
「Symphony of Destruction」はメガデスのカバー。

## トラック・リスト

### スパインファーム・レコード
1. The Siren (edited)
2. The Siren (album version)
3. The Siren (live)
4. Kuolema tekee taiteilijan (live)

### ニュークリア・ブラスト
1. The Siren (edited)
2. The Siren (album version)
3. The Siren (live)
4. Symphony of Destruction (live)
5. Kuolema Tekee Taiteilijan (live)

## 演奏者
- ターヤ・トゥルネン - 歌
- ツォーマス・ホロパイネン - キーボード、ピアノ
- エンプ・ヴオリネン - ギター
- ユッカ・ネヴァライネン - ドラムス
- マルコ・ヒエタラ - ベース、歌